# 梁顯利

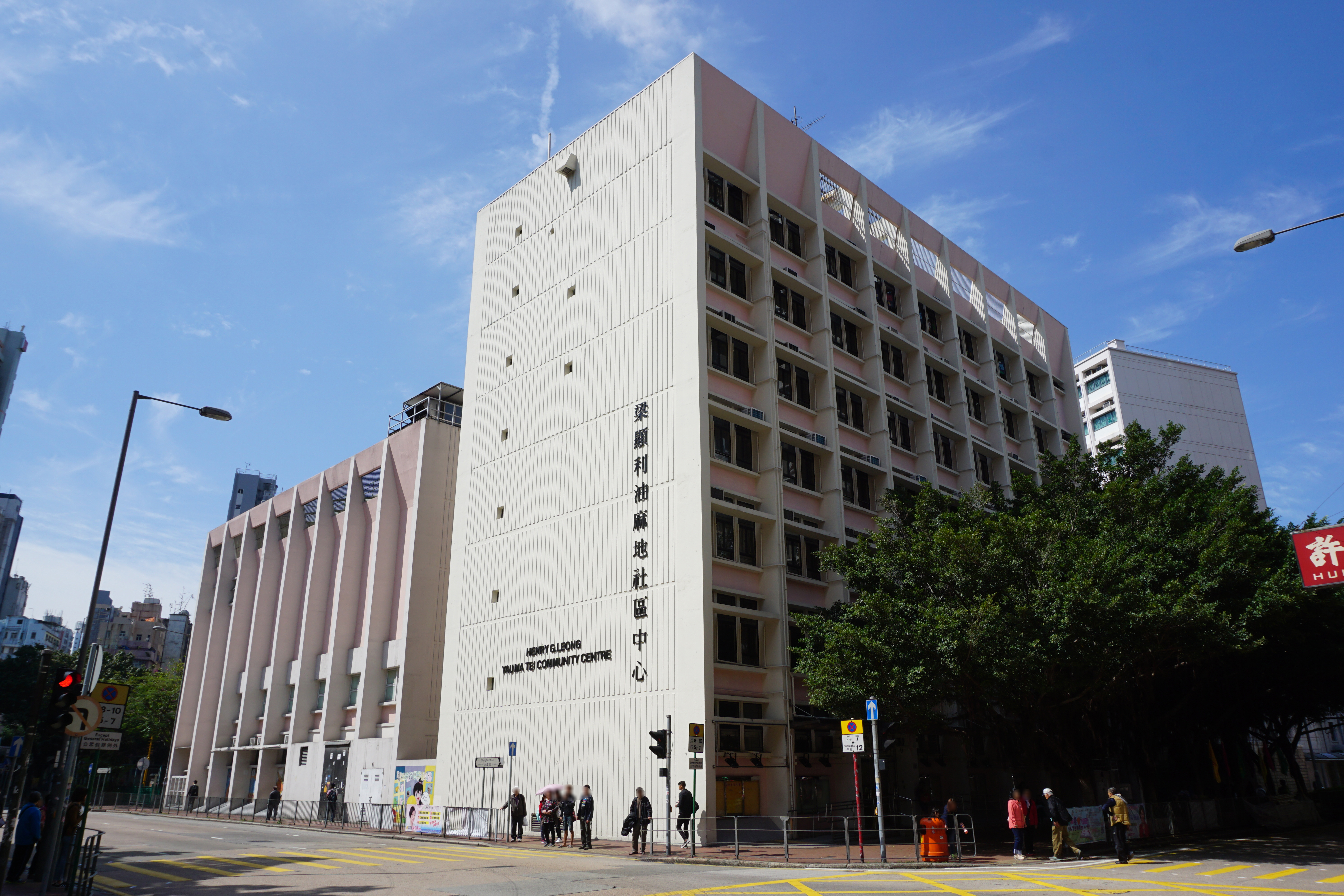
梁顯利油麻地社區中心

梁顯利（英語：Henry Guthrie Leong，1890年—1961年1月15日），原名梁廷翰，是20世紀英商怡和之買辦。
廣東省順德人，1905年進入香港皇仁書院唸書，中英流利，曾服務香港政府，及先後任怡和買辦及香港置地董事。在第二次世界大戰之後，1952年以240萬港元，購入中環雪廠街10號，建成商廈新顯利大廈。
梁顯利兒子有多名，職業有醫生或律師等，例如其庶室陳鳳儀（1923年~2020年12月8日）之兒子梁紹鴻，創立大鴻輝興業，投資地產及外匯買賣，報稱梁紹鴻是「香港鋪王」。在2004年以接近4億港元，購入旺角電腦中心。其長子梁紹榮曾任香港房屋協會主席及期貨交易所副主席，其孫梁國權是港鐵高層，韋達誠辭任行政總裁後則署任其職位，另有一孫為香港區域法院法官梁國安。
梁顯利於1961年1月15日病逝淺水灣道寓所，同月18日於家中出殯，下葬荃灣華人永遠墳場。

## 以其命名的事物
- 新顯利大廈
- 梁顯利油麻地社區中心

## 相關
- 梁顯利家族

## 資料來源
1. 1 2 3  . 工商日報第六頁. 1961年1月19日.
2. ↑  黄振威. . 中華書局(香港)有限公司. 2019年6月1日.

## 外部連結
- 新顯利大廈地址 （页面存档备份，存于）：中環雪廠街10號。
- 香港店舖投資戶「大鴻輝」梁紹鴻 （页面存档备份，存于）